# Јожеф Нађ (фудбалер, 1960)
Јожеф Нађ (мађ. Nagy József; Надашд, 21. октобар 1960) био је мађарски фудбалер који је играо на позицији везног играча. Био је учесник Светског првенства у Мексику 1986. године.

## Каријера

### Клуб
До 1975. године играо је за локални клуб Надажди КШК у жупанији Ваш, у свом родном граду. Затим се преселио у седиште округа и почео да игра за |Халадаш из Сомбатхеља, те ушао у прву лигу Мађарске. Дебитовао је у највишој лиги 1979. године, али је клуб исте године испао из лиге. Од 1981. године, клуб је поново био међу најбољима, а највишу позицију достигли су у сезони 1987/88, завршивши на седмом месту табеле. У Халадашу је постигао 27 голова на 189 лигашких утакмица. Након тога, играо је још једну сезону за Шабариа ШЕ пре него што је завршио активну фудбалску каријеру.

### Репрезентација
Нађ је био део тима који је учествовао на Светском првенству за младе 1979. и на сениорском Светском првенству у Мексику 1985. године. Такође, био је члан олимпијског тима Мађарске два пута између 1986. и 1987. године.

## Достигнућа
Сомбатхељ
- Прва лига Мађарске у фудбалу: 
  - седми: 1987/88